# Bodmin Moor
Bodmin Moor (Cornisch: Goon Brenn) is een zompig heideveld op een granieten ondergrond in Noordoost-Cornwall met een oppervlakte van 208 km², daterend uit de geologische periode Carboon. In het gebied bevinden zich veel tors, heuvels waarvan de top wordt gevormd door een ontsloten stuk los in het landschap staand gesteente. De tors waren in het voor-christelijke verleden plekken met een mystieke betekenis waar rituelen plaatsvonden.
Het gesteente van Bodmin Moor bestaat uit 56 stenen in een rechthoek plus een kleine honderd ondergrondse stenen. Het monument staat bekend als King Arthur's Hall, omdat de legendarische Keltische koning van hieruit de strijd tegen de binnenvallende Angelen en Saksen zou hebben geleid. Uit onderzoek blijkt echter dat de formatie al 5500 tot 5000  jaar oud is.
De naam 'Bodmin Moor' is relatief nieuw, pas gebruikt vanaf 1813. Daarvoor heette het Fowey Moor naar de rivier Fowey. 

## Important Bird Area
Het gebied is aangewezen als Important Bird Area door BirdLife International vanwege het belang voor significante populaties van goudplevier en roodborsttapuit.

## Externe link

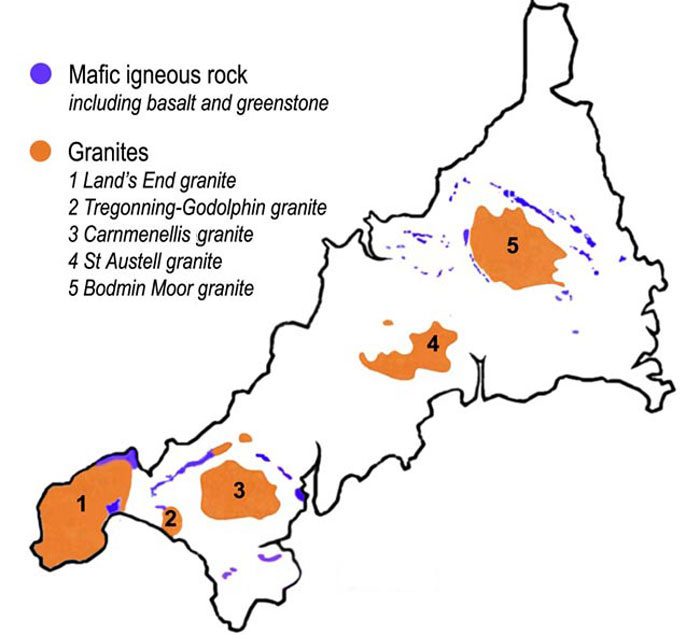
Ligging van Bodmin Moor
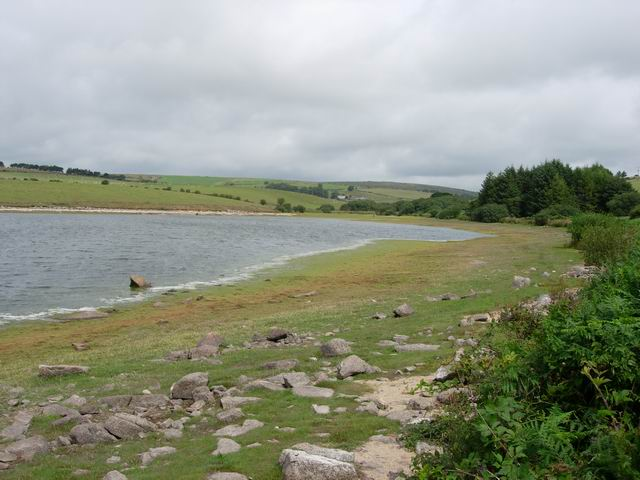
Siblyback Lake
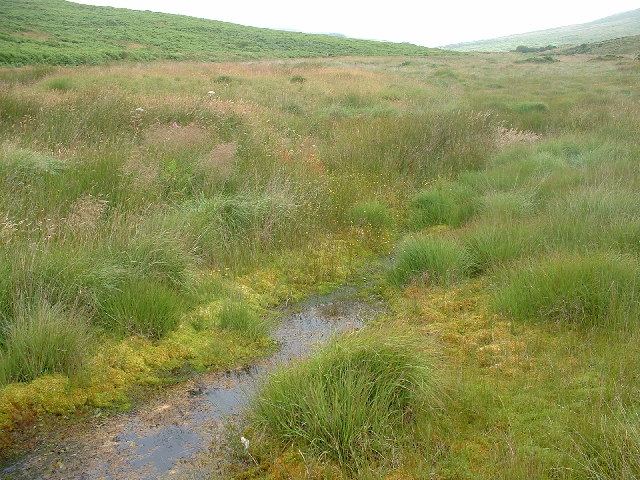
Stroompje bij Garrow Tor
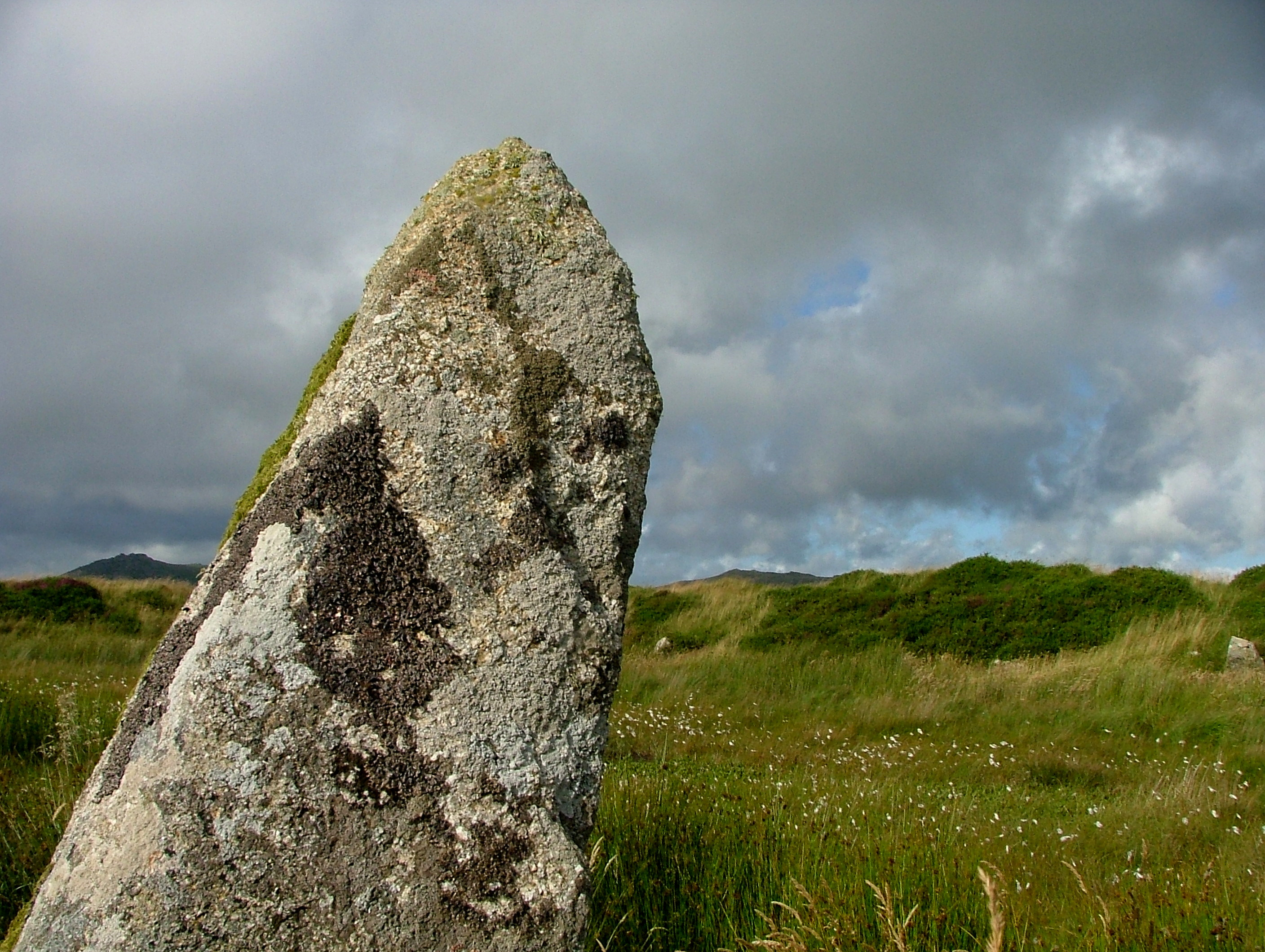
King Arthurs Hall
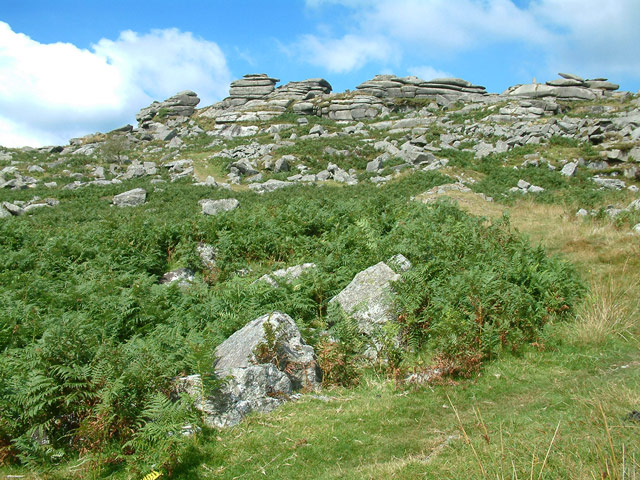
Kilmar Tor
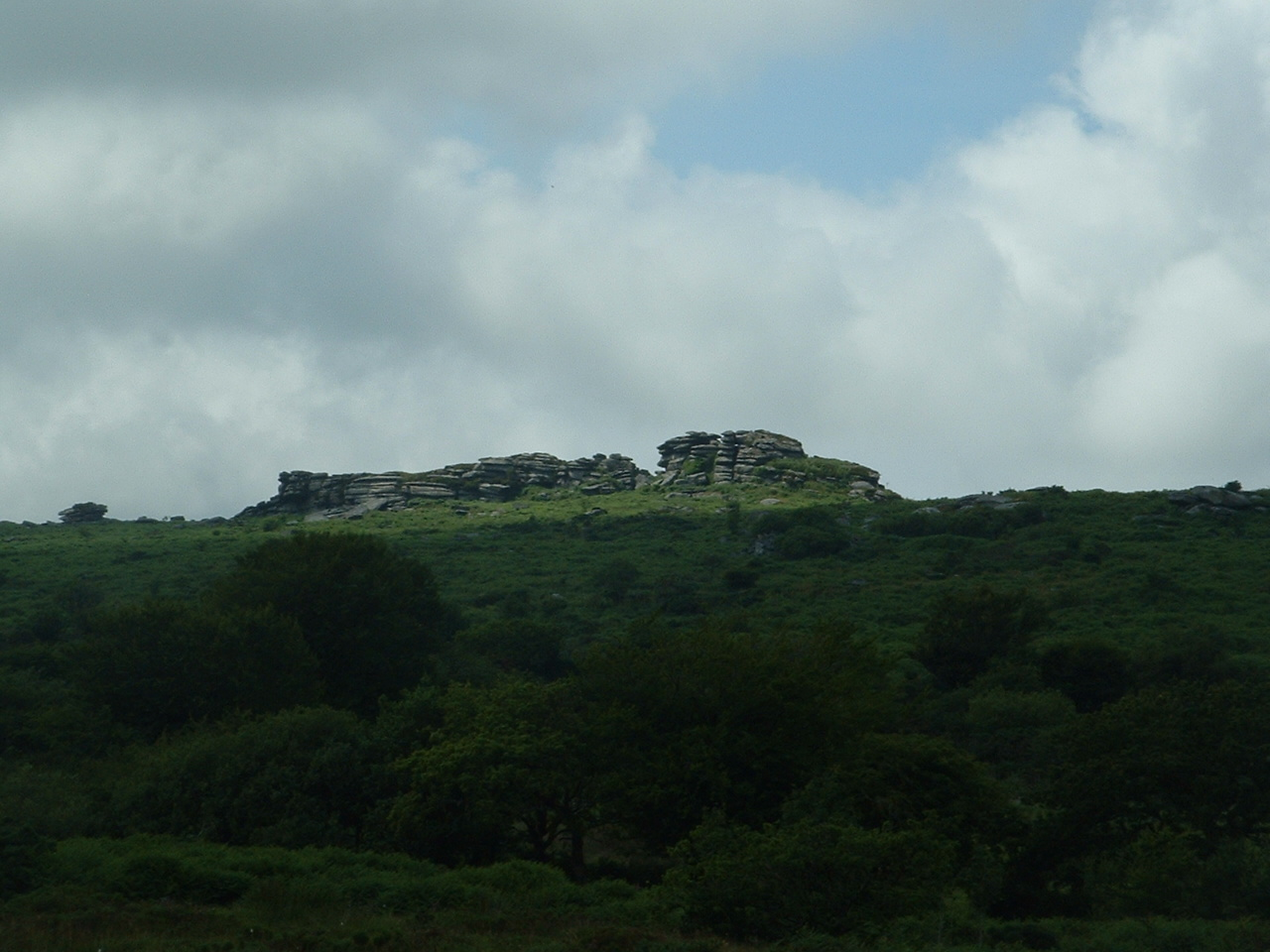
Hawk's Tor
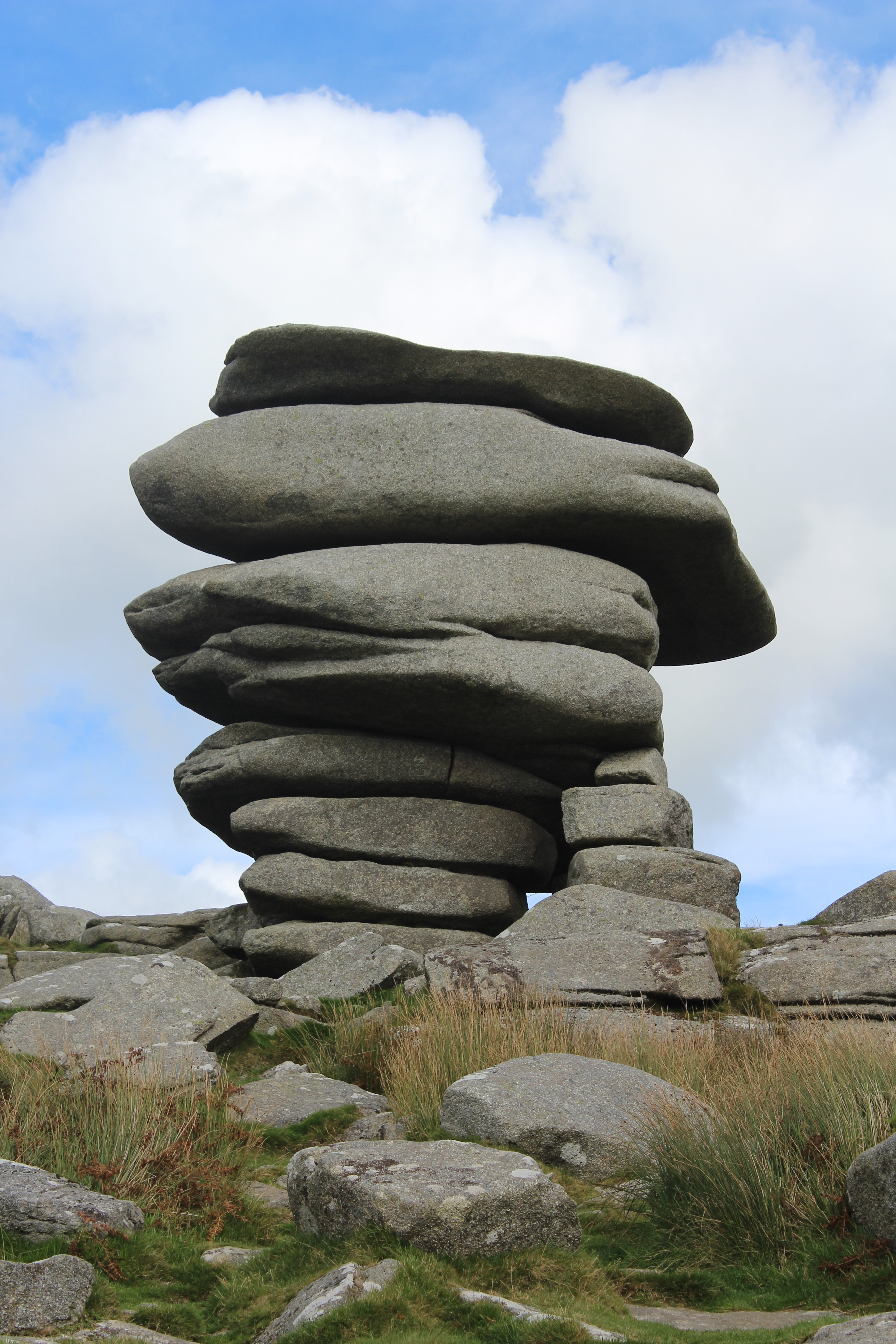
Cheesewring - Uitzondering van granietstenen in de buurt van Minions